# Charles Edward Horn
Charles Edward Horn, né le 21 juin 1786 et mort le 21 octobre 1849, est un compositeur, chef d'orchestre et chanteur anglais.

## Biographie
Charles Horn naît dans le quartier St Martin-in-the-Fields à Londres de Charles Frederick Horn et son épouse Diana Dupont. Il est l'aîné de leurs sept enfants. Son père lui enseigne la musique et il prend également des leçons de musique en 1808 auprès du chanteur Venanzio Rauzzini à Bath. Horn fait ses débuts sur scène le 26 juin 1809 avec une apparition dans l'opéra comique Up All Night, or the Smuggler's Cave (paroles de Samuel James Arnold (en) et musique de Matthew Peter King) au Lyceum Theatre (Londres). Horn continue à chanter, notamment en 1814 dans une prestation remarquée dans le rôle de Seraskier de The Siege of Belgrade de Stephen Storace. Il atteint la renommée avec son interprétation de Caspar dans la version anglaise du Der Freischütz de Carl Maria von Weber en 1824.
Horn commence à composer peu après ses débuts sur scène, écrit des glees et des opéras. Il aide à la composition de la musique pour l'opéra comique M.P., or the Blue Stocking (en) (1811) de Thomas Moore et l'opéra The Devil's Bridge (1812). Il devient bientôt un compositeur prolifique pour la scène et beaucoup de ses chansons pour des œuvres dramatiques plus importantes deviennent populaires dont On the banks of Allan Water extrait de Rich and Poor (1812), I know a bank de The Merry Wives of Windsor (1823), The deep, deep sea de Honest Frauds (1830) et Cherry Ripe de Paul Pry (1826). Cette dernière chanson est l'objet d'un litige après que Thomas Attwood l'a accusé d'avoir plagié la chanson. Horn est acquitté au tribunal ; cependant, selon ses propres dires, il plaide sa cause en chantant lui-même sa version et la version d'Attwood devant le jury.
En 1827 Horn se rend à New York où il réussit avec succès ses débuts musicaux aux États-Unis. En plus de se produire comme chanteur, il met en scène des œuvres de Storace, Weber, Wolfgang Amadeus Mozart et Gioachino Rossini. Il rentre à Londres pendant quelques années et supervise les débuts de son Honest Frauds (1830) et exerce la fonction de directeur de la musique au Théâtre olympique (en) de 1831 à 1832 avant de retourner à New York. Il y devient directeur musical du Théâtre du parc (en), produit et dirige des représentations de ses propres œuvres et arrangements d’œuvres d'autres compositeurs. Son oratorio The Remission of Sin (1835) est peut-être le premier oratorio composé aux États-Unis. Après avoir perdu sa voix en raison d'une maladie en 1835, il commence à donner des leçons de chant. Deux ans plus tard, il s'associe dans un partenariat d'affaires et ouvre un magasin de musique à Broadway. En 1842, il participe à la création de l'Orchestre philharmonique de New York.
Après avoir visité l'Angleterre quelque temps dans les années 1840, il retourne aux États-Unis en 1847 et s'installe à Boston. Il y est élu chef d'orchestre de la Société Handel-et-Haydn. Horn meurt à Boston. Marié deux fois, il a un fils, Charles, qui devient ténor.

## Sources
- (en) Cet article est partiellement ou en totalité issu de l’article de Wikipédia en anglais intitulé « Charles Edward Horn » (voir la liste des auteurs).
- Horn, Charles Edward: Charles Edward Horn's Memoirs of his Father and Himself, ed. by Michael Kassler (Aldershot: Ashgate, 2003).
- Brown, Clive (September 2005; online edition: January 2008) : Horn, Charles Edward (1786–1849). Oxford Dictionary of National Biography. Oxford University Press.
- Temperley, Nicholas: Horn, Charles Edward. Grove Music Online. ed. L. Macy.